# حبیب فردان
حبیب فردان (عربی: حبيب الفردان؛ زادهٔ ۱۲ مارس ۱۹۹۰) یک بازیکن فوتبال اهل امارات متحده عربی است. 
وی همچنین در تیم ملی فوتبال امارات متحده عربی بازی کرده‌است.